# Luciano Favero
Luciano „Faina“ Favero (* 11. Oktober 1957 in Santa Maria di Sala (VE)) ist ein ehemaliger italienischer Fußballspieler.
Während seiner aktiven Karriere war er Abwehrspieler und gewann mit Juventus Turin 1985 den Europapokal der Landesmeister.

## Karriere
Luciano Favero begann seine Karriere 1974/75 beim Varese FC, wo er zwar im Profikader stand, aber in der Serie A nicht zum Einsatz kam. Danach spielte er jahrelang in unteren Spielklassen. 1975/76 bei Milanese in der Serie D, sowie 1976/77 bei Messina, 1977/78 bei Salernitana Sport und von 1978 bis 1980 bis Siracusa in der Serie C.
Im Oktober 1980 ging Favero zu Rimini Calcio, wo er sein Debüt in der Serie B feierte. Ein Jahr später wechselte er schließlich zur US Avellino und debütierte für den Verein in der Serie A. In der Folgezeit entwickelte er sich zu einem starken Verteidiger und empfahl sich für höhere Aufgaben.
Zur Saison 1984/85 wurde Luciano Favero von Juventus Turin, als Ersatz für Claudio Gentile, verpflichtet. Bei Juve war er fünf Jahre lang Stammspieler und sammelte unter Trainer Giovanni Trapattoni viele Titel, darunter auch 1985 der Europapokal der Landesmeister im traurigen Finale von Heysel.
Im Jahr 1989 verließ er die Juve und wechselte zu Hellas Verona, wo er am Ende der Saison 1990/91 seine Profikarriere schließlich beendete. Danach spielte er nur noch hobbymäßig in den Amateurklassen seiner Heimatregion Veneto.

## Erfolge
- Italienische Meisterschaft: 1985/86
- Europapokal der Landesmeister: 1984/85
- Weltpokal: 1985
- UEFA Super Cup: 1984